# Rochuskapelle (Ahrbrück)

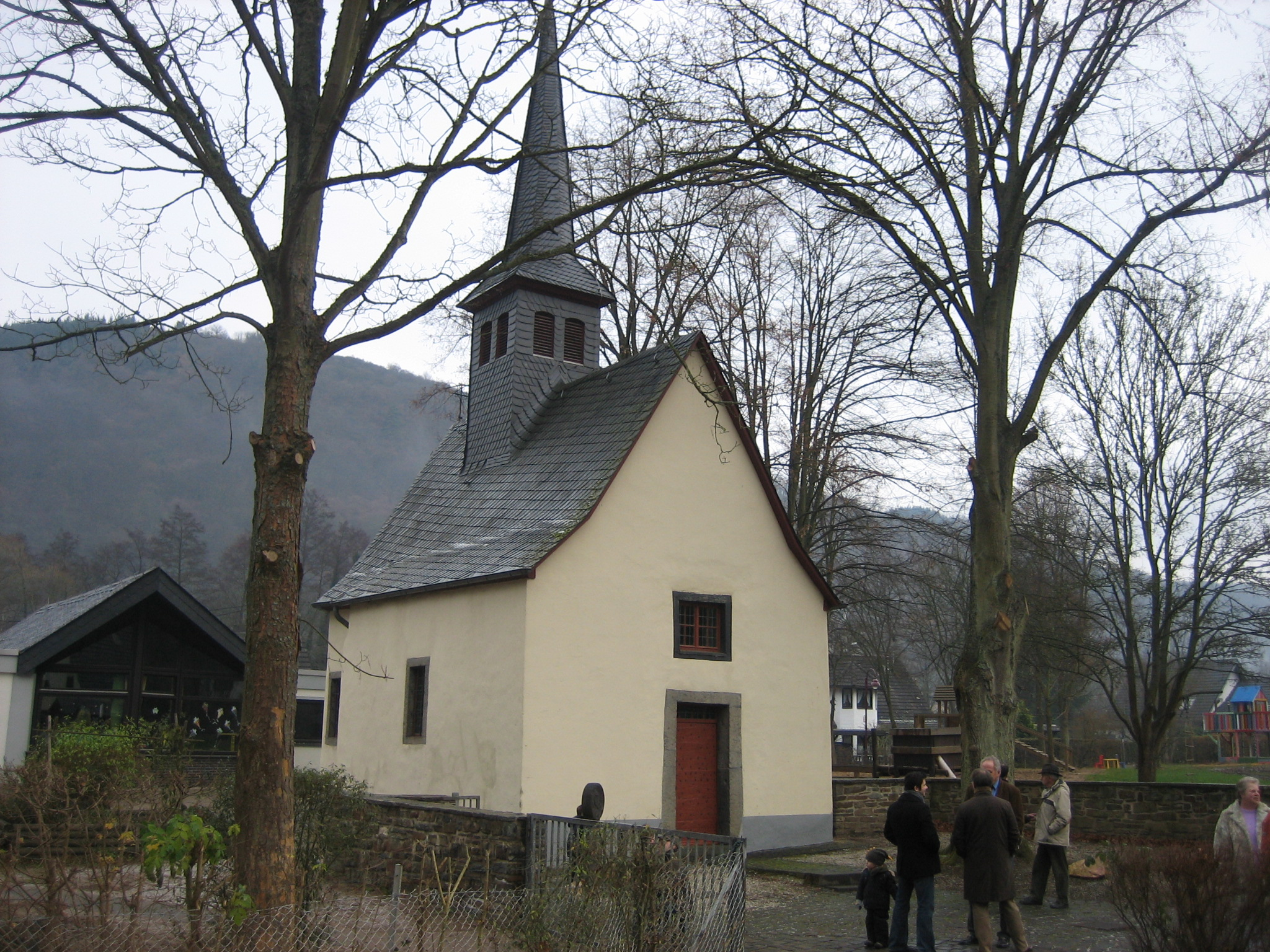
Ansicht der Kapelle

Die Rochuskapelle in Ahrbrück (Ortsteil Ahrbrück), einer Ortsgemeinde im Landkreis Ahrweiler im nördlichen Rheinland-Pfalz, ist eine katholische Kapelle aus dem 17. Jahrhundert. Sie ist ein geschütztes Kulturdenkmal.

## Geschichte
Die St. Rochus-Kapelle wurde im Jahr 1637, wie mehrere andere Kapellen der Region, zum Dank für die Verschonung vor der Pest erbaut, die während des Dreißigjährigen Kriegs auch im Ahrgebiet auftrat. Die Kapelle befand sich im Ortskern des ehemaligen Ortes, der 1938 im Rahmen der Erstellung des Luftwaffenübungsplatzes Ahrbrück geräumt wurde. Die bis zum Kriegsende profanierte Kapelle diente als Munitionslager und blieb daher vom Abriss verschont. Nach dem Zweiten Weltkrieg wurde sie am Jahrestag des heiligen Rochus am 16. August 1952 wieder als Kirche geweiht.

## Ausstattung
Der einschiffige Bruchsteinbau mit eingezogenem Chor hat eine Länge von 9,50 m und einer Breite von 4,50 m. Er wird von einem vierseitigen Dachreiter mit achtseitigem Helm gekrönt.
Der Altar aus Tuffstein stammt wahrscheinlich aus dem 17. Jahrhundert. Der Kristallleuchter wurde in den 1950er-Jahren durch die ortsansässige Glasschleiferei Adolf Pörner gespendet.